# Anna Mohr
Anna Christina Carin Mohr, född 10 juli 1944 i Sundbyberg, död 4 maj 2020 i Sankt Johannes distrikt i Stockholm, var en svensk antikvarie, arkeolog och HBTQ-aktivist verksam bland annat inom RFSL. 2011 var hon en av tre invigningstalare i samband med Stockholm Pride, och hon mottog flera priser för sitt arbete med HBTQ-frågor. 1995 var hon en av de första att ingå registrerat partnerskap i Sverige, med sin partner Britt Dahlgren.

## Biografi
Mohr föddes 1944. Hon utbildade sig till arkeolog. Hon började tidigt arbeta med HBTQ-relaterade frågor. Under 18 år arbetade Mohr på RFSL. För RFSL arbetade hon bland annat med organisationens HIV- och hälsoarbete. Hon arbetade även med lesbiskas hälsa, och tog initiativ till Lesbiska hälsomottagningen vid Södersjukhuset (vilket senare utvecklades till Gynekologisk HBT-mottagning). Under en period kring 2005 var hon tillförordnad verksamhetschef vid RFSL.
Av RFSL belönades hon med utmärkelsen Hedersregnbåge, och av Stockholmsavdelningen deras ”Gamla hjältars pris” 2015 tillsammans med Staffan Hallin. 2011 var hon en av tre invigningstalare under Stockholm Pride. I samband med det kallades hon av Dagens Nyheter för en ”lesbisk förgrundsgestalt”.
Mohr har även arbetat för HBTQ-frågor inom Ekumeniska grupperna för kristna hbtq-personer (EKHO), där hon bland annat var ordförande mellan 1980 och 1985. Som representant för EKHO satt hon även med i Svenska kyrkans utredning om homosexualitet från 1994, där även bland annat Bertil Gärtner, Gert Nilsson, Birgitta Hedenrud och Margarethe Isberg ingick. Efter att Svenska kyrkans centralstyrelse under ledning av ärkebiskop Gunnar Weman i sitt remissvar konstaterat att homosexuella inte bör få Svenska kyrkans välsignelse hoppade flera representanter från EKHO av, bland annat Eva Brunne, senare biskop i Stockholms stift. I utredningens slutarbete fanns dock fortfarande kvar ett bidrag från Brunne, Mohr och Sven-Olof Svensson.
5 januari 1995 var Mohr och Britt Dahlgren ett av de åtta samkönade par som var först ut med att ingå registrerat partnerskap i Sverige 1995, och det första kvinnliga paret. De hade då varit tillsammans i 14 år.
Anna Mohr avled 4 maj 2020 i sviterna av Covid-19.